# Кристиан Ернст фон Щолберг-Вернигероде
Кристиан Ернст фон Щолберг-Вернигероде (на немски: Christian Ernst zu Stolberg-Wernigerode; * 2 април 1691, Гедерн; † 25 октомври 1771, Вернигероде) от фамилията Щолберг е граф на Щолберг-Вернигероде от 1710 г. и в Шварца от 1748 г.

## Произход и наследство
Той е син на граф Лудвиг Кристиан фон Щолберг-Гедерн (1652 – 1710) и втората му съпруга херцогиня Кристина фон Мекленбург-Гюстров (1663 – 1749), дъщеря на херцог Густав Адолф фон Мекленбург-Гюстров и съпругата му Магдалена Сибила фон Шлезвиг-Холщайн-Готорп. Внук е на граф Хайнрих Ернст I фон Щолберг-Вернигероде (1593 – 1672) и съпругата му Анна Елизабет фон Щолберг-Ортенберг (1624 – 1668), дъщеря на граф Хайнрих Фолрад цу Щолберг-Вернигероде. Брат е на Фридрих Карл (1693 – 1767), който от 1742 г. е княз на Щолберг-Гедерн, и на Хайнрих Август (1697 – 1748), граф фон Шолберг-Шварца.
През 1710 г. Кристиан Ернст наследява графството Вернигероде от чичо си Ернст цу Щолберг (1650 – 1710), според завещанието от 23 януари 1699 г. на баща му граф Лудвиг Кристиан.

## Фамилия
Кристиан Ернст се жени на 31 март 1712 г. в Гелден Вестербург за графиня София Шарлота фон Лайнинген-Вестербург (* 22 февруари 1695, Вецлар; † 10 декември 1762, Вернигероде), единствената дъщеря на граф Йохан Антон фон Лайнинген-Вестербург (1655 – 1698) и Кристина Луиза фон Сайн-Витгенщайн (1673 – 1745). Те имат децата:
- Луиза Кристиана (1713 – 1796), абатиса в Дрюбек
- Албертина Антония (1714 – 1719)
- Лудвиг Август (1715 – 1716)
- Хайнрих Ернст (1716 – 1778), женен I. на 11 декември 1738 г. за графиня Мария Елизабет фон Промниц (1717 – 1741), II. на 12 юли 1742 г. за принцеса Анна фон Анхалт-Кьотен (1726 – 1790), дъщеря на княз Август фон Анхалт-Кьотен
- Фердинанда Адриана (1718 – 1787), омъжена на 10 декември 1744 г. за граф Лудвиг Фридрих фон Кастел-Ремлинген (1707 – 1772), син на граф Волфганг Дитрих фон Кастел-Ремлинген
- Фридрих Карл (*/† 1720)
- Шарлота София (1721 – 1721)
- Кристиана Елеонора (1723 – 1786), омъжена на 27 февруари 1755 г. за бургграф и граф Адолф Кристиан фон Дона-Лаук (1718 – 1780), син на Адолф Кристоф фон Дона-Лаук
- Ернст Август (1725 – 1726)
- Карл Казимир (1726 – 1727)
- Фридрих Ернст (1728 – 1728)